# Jim Holton
James Alan "Jim" Holton (11. april 1951 - 4. oktober 1993) var en skotsk fodboldspiller (midterforsvarer).
Holton tilbragte på klubplan størstedelen af sin karriere i England, hvor han blandt andet var tilknyttet Shrewsbury, Manchester United og Coventry. Han var desuden af to omgange tilknyttet klubber i USA.
Holton spillede desuden 15 kampe og scorede to mål for det skotske landshold. Hans første landskamp var et opgør mod Wales 12. maj 1973, hans sidste en kamp mod Østtyskland 30. oktober 1974. Han repræsenterede sit land ved VM i 1974 i Vesttyskland, og spillede alle skotternes tre kampe i turneringen..